# 安城市立祥南小学校
安城市立祥南小学校（あんじょうしりつ しょうなんしょうがっこう）は、愛知県安城市安城町庚申にある公立小学校。

## 地理

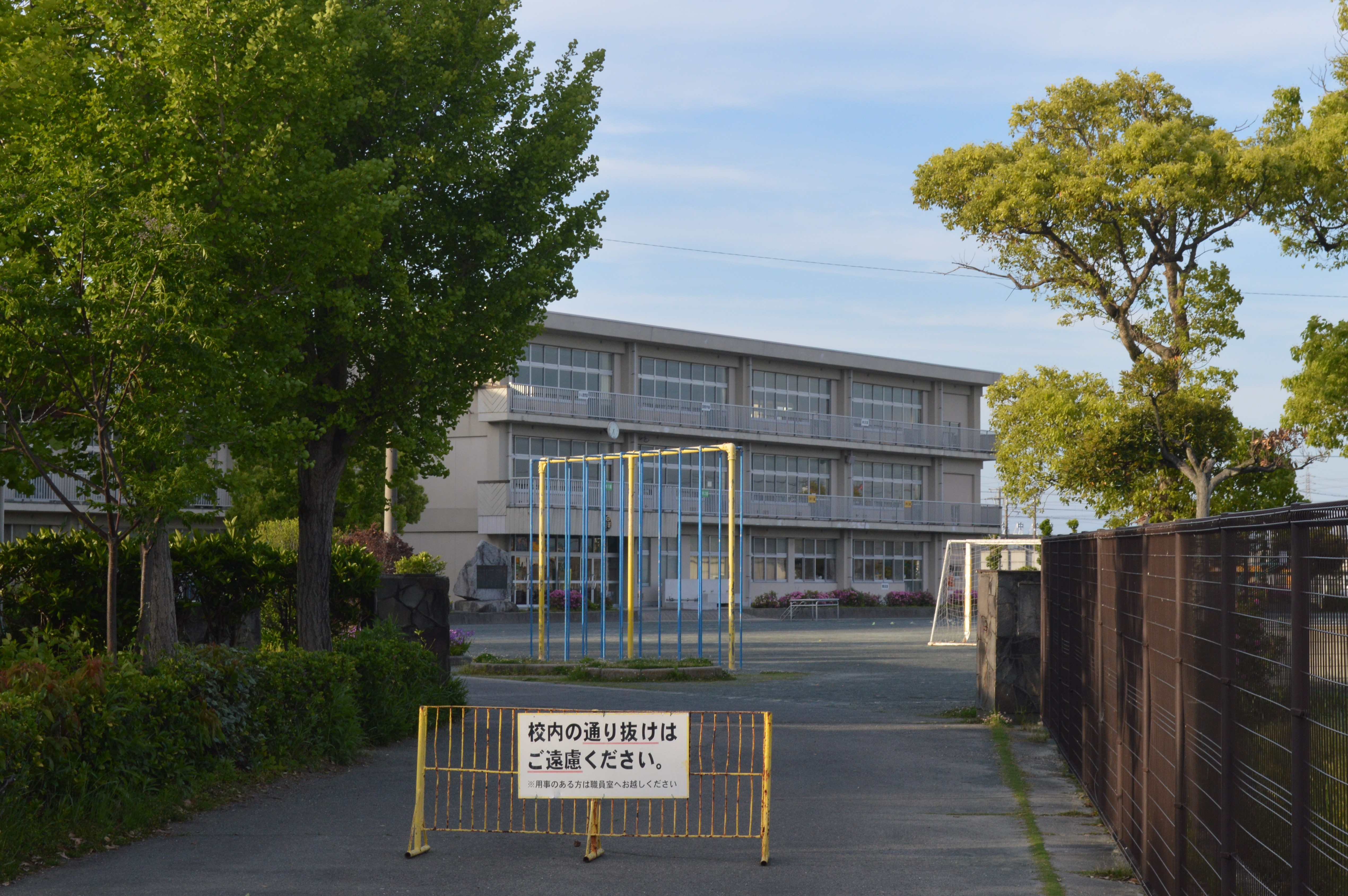
校門

敷地は名鉄西尾線の西側の水田地帯にある。学区内には2カ所の愛知県営住宅があることから、外国人児童の比率が約20%と高い。

### 学区
- 安城市
  - 大山町1丁目8番地・9番地
  - 安城町天草東・亀山・庚申・秋葉西・天草・祥南・広岸・東広畔・馬池（市道馬池社口堂線以南）・大山・亀山下（名鉄西尾線以西）・栗ノ木・甲山寺（名鉄西尾線以西）・社口堂（市道馬池社口堂線以南及び名鉄西尾線以西）・若葉・広美（市道広美庚申線以南及び同町広美145番以東）
  - 古井町揚リ登・一本木・大堀・北畔・甲加勢・小仏・五徳山・南揚リ登・南畔・山崎根・北芝崎・大久後（名鉄西尾線以西）・芝崎（名鉄西尾線以西）・新道（名鉄西尾線以西）・花田（名鉄西尾線以西）・松山（名鉄西尾線以西）・堂前田（名鉄西尾線以西）

## 歴史
安城市立安城南部小学校の児童数増加により、1971年（昭和46年）4月1日に分離独立して安城市立祥南小学校が開校した。2010年（平成22年）に開校40周年を迎えた。

### 年表
- 1971年（昭和41年） - 安城市立安城南部小学校から分離して開校。[1]
- 1975年（昭和50年） - 校歌および校旗を制定。
- 2009年（平成21年） - 特別支援学級のむつみ学級を設置。
- 2010年（平成22年） - 日本語適応学級を国際学級に改称。
- 2011年（平成23年） - 特別支援学級のみのり学級を設置。

### 児童数の変遷
『愛知県小中学校誌』（2018年）によると、児童数の変遷は以下の通りである。
| 1971年（昭和46年） | 514人 |  |
| 1977年（昭和52年） | 721人 |  |
| 1987年（昭和62年） | 478人 |  |
| 1997年（平成9年）  | 471人 |  |
| 2007年（平成19年） | 492人 |  |
| 2017年（平成29年） | 356人 |  |

## 教育目標
- させられている私ではない
  - 自ら考え　学びとる子
  - 命を守り　体をきたえる子
  - 自然を愛し　いつくしむ子
  - 力を合わせ　はたらく子